# Tyler Hoechlin
Tyler Hoechlin (født 11. september 1987 i Californien, USA) er en amerikansk skuespiller. Han er sikkert bedst kendt for sin rolle som Michael Sullivan Jr. i Road to Perdition fra (2002).